# Відслонення шостої тераси Дністра
Відсло́нення шо́стої тера́си Дністра́ — геологічна пам'ятка природи місцевого значення в Україні. Розташована на території Заліщицької міської громади Чортківського району Тернопільської області, неподалік від села Голігради, біля повороту до села від автошляху Заліщики — Борщів, в межах старого кар'єру з добування гравію; Заліщицьке лісництво, кв. 64 вид. 2, лісове урочище «Самотия».
Площа — 0,05 га. Статус отриманий у 1983 році. Відслонення, скельні виступи.
Входить до складу Національного природного парку «Дністровський каньйон».